# Ephedrales
Ordre
Les Ephedrales sont un ordre de végétaux vasculaires.

## Liste des familles et genres
- famille Ephedraceae
  - genre Ephedra L. que l'on rencontre sur les bords des mers tempérées